# Joe Gambles
Joseph Gambles (conocido como Joe Gambles; 16 de enero de 1982) es un deportista australiano de origen británico que compitió en triatlón.
Hasta 2008 compitió bajo la bandera británica obteniendo una medalla en el Campeonato Europeo de Triatlón de Larga Distancia de 2008. Desde 2009 participó bajo la nacionalidad australiana consiguiendo dos medallas en el Campeonato Mundial de Triatlón de Larga Distancia en los años 2011 y 2017, y una medalla en el Campeonato Mundial de Ironman 70.3 de 2013.

## Palmarés internacional
| Representando al Reino Unido |                            |                   |            |
| Campeonato Europeo           |                            |                   |            |
| Año                          | Lugar                      | Medalla           | Prueba     |
| 2008                         | Gérardmer (Francia)        | Medalla de oro    | Individual |
| Representando a Australia    |                            |                   |            |
| Campeonato Mundial           |                            |                   |            |
| Año                          | Lugar                      | Medalla           | Prueba     |
| 2011                         | Henderson (Estados Unidos) | Medalla de plata  | Individual |
| 2017                         | Penticton (Canadá)         | Medalla de bronce | Individual |

| Representando a Australia |                            |                   |            |
| Campeonato Mundial        |                            |                   |            |
| Año                       | Lugar                      | Medalla           | Prueba     |
| 2013                      | Henderson (Estados Unidos) | Medalla de bronce | Individual |